# 邝露
鄺露（1604年—1650年），原名瑞露，字湛若，號海雪，广东南海人，明末著名文人。

## 生平
鄺露初名瑞露，生于世代书香之家。祖鄺彭龄为进士，曾任知县；父思浩，廪生，有才名。邝露工于诗词，是明末广东著名诗人；还精于骈文；又是篆、隶、行、草、楷各体兼擅的有成就的书法家，其草书字迹劲秀，师法王羲之而自成一格。邝露还通晓兵法、骑马、击剑、射箭，又是古文物鉴赏家和收藏家。他又是一个秉性不羁，鄙视金钱，不慕科名，蔑视传统礼法的“奇人”。崇禎七年（1634年）上元節，不慎衝撞南海縣令黃熙出巡儀仗隊，被迫亡命廣西，與瑤民一同生活。寫成《赤雅》三卷，反映瑶族风土人情。崇祯十二年，南海县令黄熙受贿获罪，邝露得以返家。唐王在福州时，官中书舍人。喜收藏。家有“海雪堂”，富藏书。永历中，奉使归广州。永历四年（1648年）清兵入侵广东，鄺露拒不降清，抱琴绝食而死。宋琴“南风”、唐琴“绿绮台”被清兵所得，售之市上，为归善（今惠阳）人叶龙文所購得。有《杂记》、《赤雅》、《娇雅》等书。長子鄺鴻與清兵激戰而死。